# Hronovce
Hronovce é um município da Eslováquia, situado no distrito de Levice, na região de Nitra. Tem 30,96 km² de área e sua população em 2018 foi estimada em 1.476 habitantes.

## Demografia
| Ano:        | 1994 | 2004   | 2014   | 2024   |
| ----------- | ---- | ------ | ------ | ------ |
| Broj ljudi: | 1480 | 1520   | 1473   | 1451   |
| Razlika:    |      | +2,70% | -3,09% | -1,49% |

| Ano:               | 2023 | 2024   |
| ------------------ | ---- | ------ |
| Número de pessoas: | 1446 | 1451   |
| Diferença:         |      | +0,34% |